# Ланге Іван Миколайович
Іван Миколайович Ла́нге (1845, Вітебськ — 1912) — російський науковець, ветеринар, приват-доцент Казанського університету.
У 1870 році закінчив ветеринарне відділення Імператорської медико-хірургічної академії. З 1874 року був професором Казанського ветеринарного інституту, а з 1881 — його директором. Читав у клініці заразних хвороб Казані епізоотологію. Розробив вакцину проти сибірки, що одержала поширення як «вакцина Ланге»[джерело?].
В останні роки життя — директор Варшавського ветеринарного інституту.
Основні праці: «Думка про будову ветеринарних інститутів в Росії» (1879); «Патологія сказу у тварин» (1883) та ін.

## Пам'ять
- Вулиця Ланге (Гомель)[be] в Гомелі.